# Oberdorf (Soleura)
Oberdorf es una comuna suiza del cantón de Soleura, ubicada en el distrito de Lebern. Limita al norte con las comunas de Gänsbrunnen y Welschenrohr, al este con Rüttenen, al sur con Langendorf y Bellach, y al oeste con Lommiswil y Selzach.

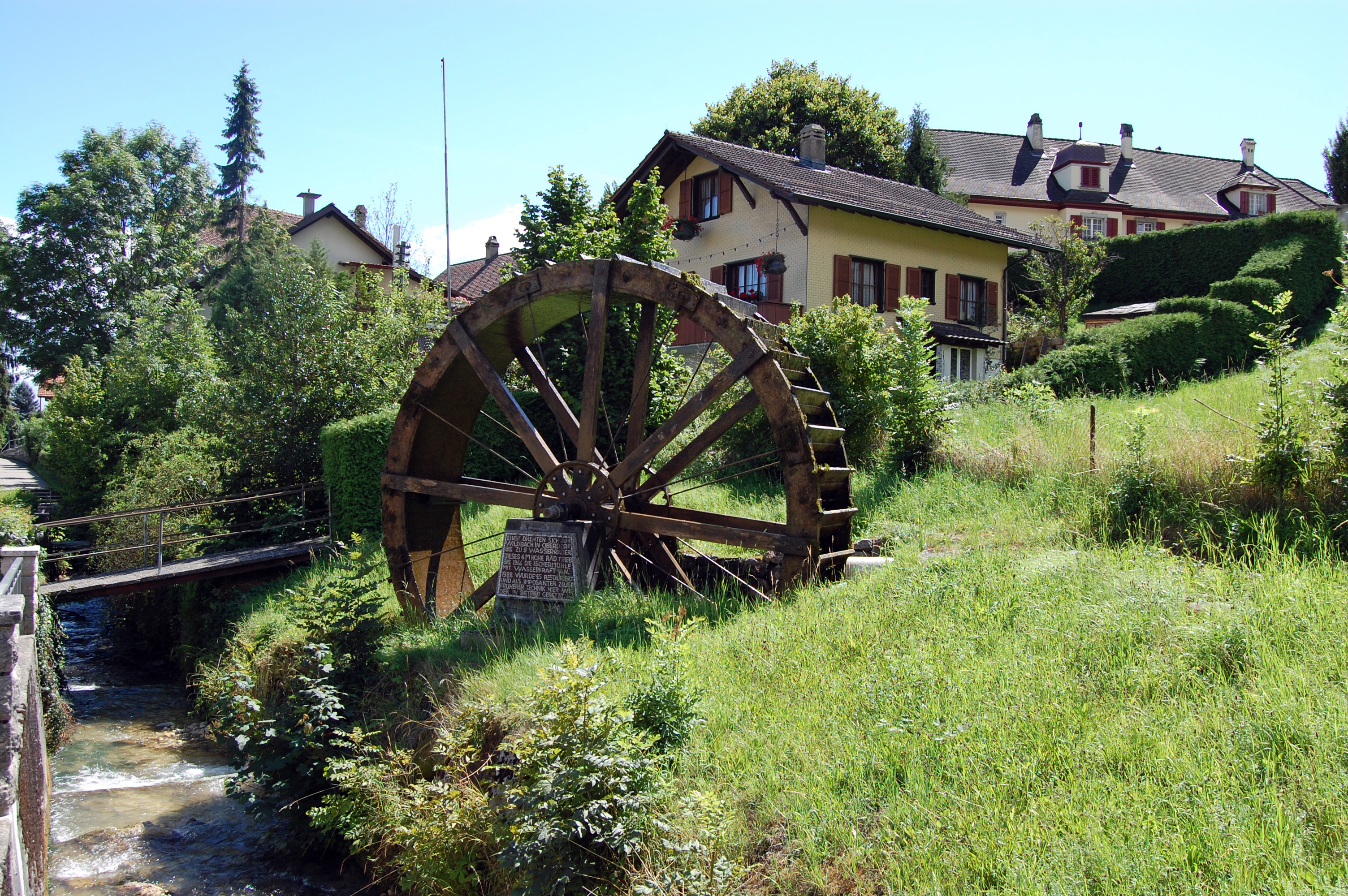
Oberdorf.